# 馬氏大咽齒鯛
馬氏大咽齒鯛，為輻鰭魚綱鱸形目隆頭魚亞目隆頭魚科的其中一種，分布於西印度洋的紅海海域，棲息深度4-16公尺，體長可達9.5公分，棲息在礁石區，生活習性不明。

## 擴展閱讀
維基物種上的相關：馬氏大咽齒鯛